# HBA

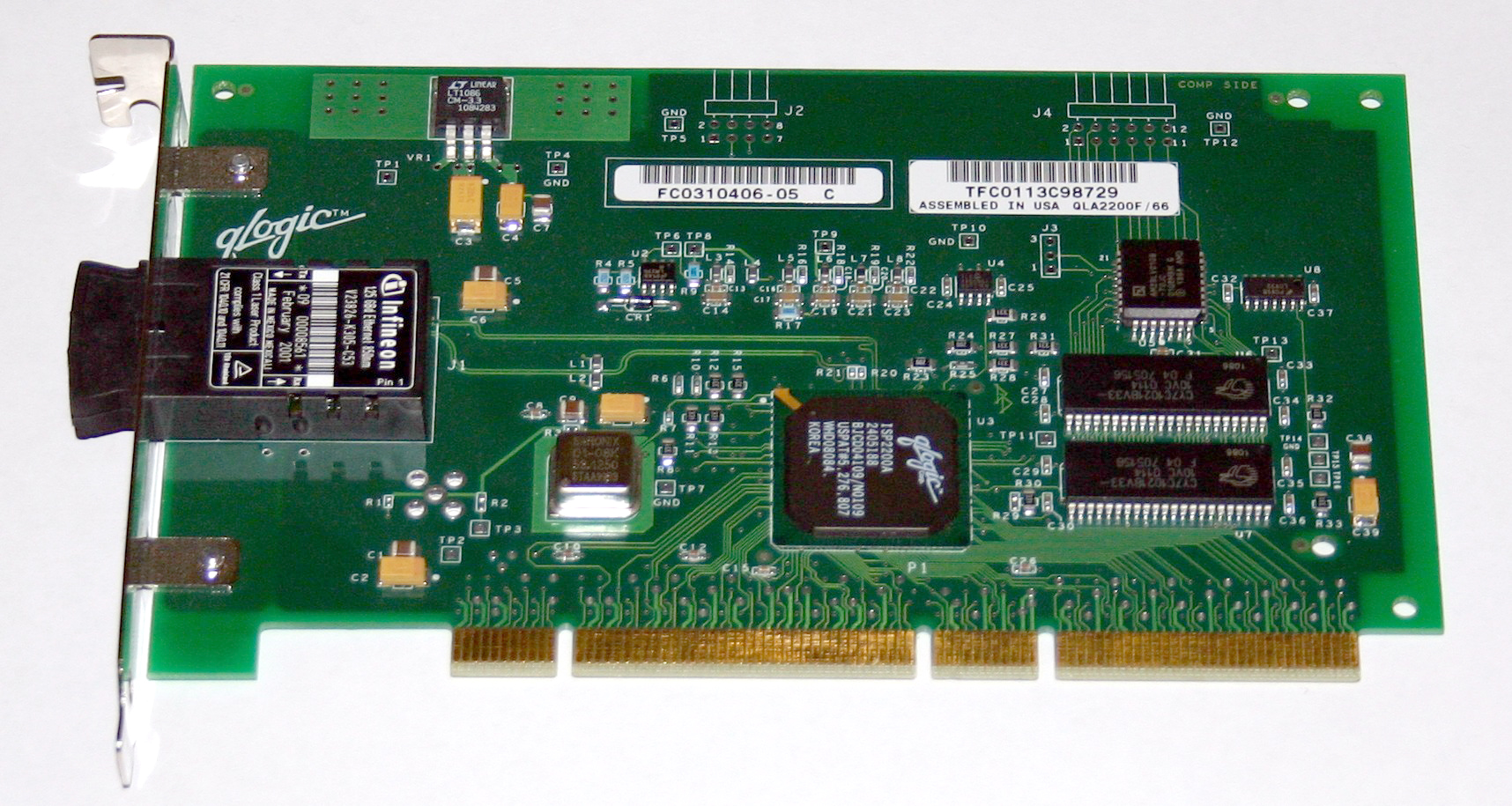
Fibre Channel Host Bus Adapter (64-bit PCI card)

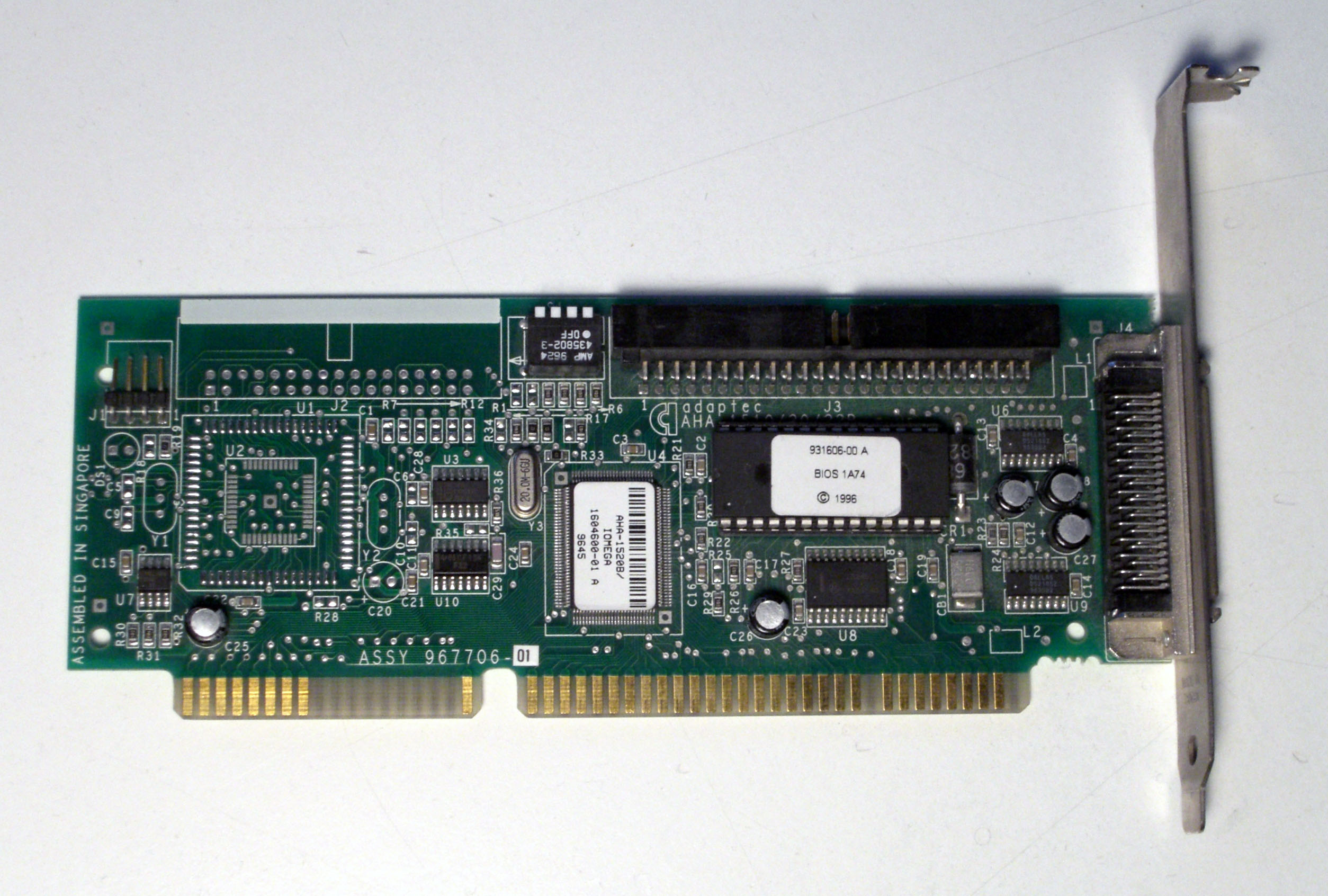
SCSI Host Bus Adapter (16-bit ISA card)

HBA (англ. Host Bus Adapter) — в комп'ютерному апаратному забезпеченні пристрій, що сполучає комп'ютер з накопичувачами (пристроями зберігання інформації).
Термін вперше почав використовуватися при під'єднуванні пристроїв з використанням Fibre Channel і SCSI-інтерфейсу. Надалі термін був розширений на пристрої ESCON, Ethernet (у разі Ethernet, простим HBA є мережева карта) і решту, в яких є елемент, що забезпечує передачу даних через спеціальний пристрій.[джерело?]